# 海蘭察
海蘭察（穆麟德轉寫：Hailanca；1739—1793年），多拉爾氏，索倫部（今鄂溫克族）人，後入滿洲鑲黃旗，世居黑龍江，生於呼倫貝爾阿荣旗霍尔奇镇，乾隆中後期名將，因屢立戰功，官至正一品領侍衛內大臣，爵封一等超勇公；卒諡武壯。清朝慣例，陣亡者方能入祀昭忠祠，乾隆御准海蘭察加恩入祀，旌揚戰功。

## 戰功
曾任镶黄旗满洲第四㕘领第二佐领（载《钦定八旗通志》）。《钦定八旗通志：大臣传》卷146有传。

### 平定準噶爾
清乾隆二十年（1755年），海蘭察以庫特勒 （意牽馬手）應徵入索倫部。 二十二年七月，海蘭察射傷並生擒準噶爾輝特部首領巴雅爾，立下頭功，乾隆帝賜其額爾克巴圖魯稱號。 
乾隆二十三年（1758年）八月，隨乾隆皇帝赴木蘭圍獵，射殺兩隻虎，解皇帝險境，而上連連提拔到頭等侍衛，並給予騎都尉兼雲騎尉世職，第一次圖像紫光閣。

### 第二次金川之戰
乾隆三十六年（1771年），自雲南赴四川與征金川軍會師。乾隆三十七年六月，參贊大臣豐升額攻美美寨不克，海蘭察師至，合力攻克，乘勝毀敵寨十三，克木城，師屯其旁山岡，築卡以守。七月，擊敗策卜丹。八月，敵出貢噶山左欲截糧，海蘭察設四伏，殺敵百餘。十月，進攻路頂宗及喀木色爾，破碉卡三百餘，殺敵數百，擢升正紅旗蒙古都統。十一月，進至格實迪，自色木僧格山後取瑪覺烏大寨，仰攻布喇克及扎喀爾寨，得碉卡九十。十二月，進攻明郭宗，突入寨門，焚轉經樓，直搗美諾。

### 平定台湾
1786年，台灣林爽文事件，叛眾號稱五十萬，攻陷台南府城，殺知府、道台高官數十人全台淪陷。僅剩台灣提督柴大紀困守嘉義及部份清軍困守鹿港待援。海蘭察以參贊大臣之名，與福康安於年底領兵8000來台平變；鹿港登陸再招義勇8000，共16000兵平“號稱五十萬”民變。
彰化八卦山一戰，海以寡擊眾，叛民潰不成軍逃散。海出戰策，再搭軍艦登陸雲林北港，與福康安、德楞泰兵分二路，拯救嘉義柴大紀部清軍，勝利解圍。1788年再剿大埔林、收斗六門，北攻臺中大里杙。林爽文逃至南投番社，逐至集集埔。海追攻爽文俘虜於老衢崎，檻送北京乾隆親審訊。海再至瑯嶠（今屏東恆春），執莊大田，臺灣平。
清廷嘉獎海蘭察“身先士卒，勇略過人”，進二等超勇公，賜紅寶石頂，四團龍補褂，又因擒林爽文，乾隆皇帝賜紫韁、金黃瓣、珊瑚朝珠，第三次圖像紫光閣，位次第五。

### 平定廓爾喀
廓爾喀（今尼泊爾）以貿易與邊界糾紛為由，於乾隆五十三年（1788年）侵入西藏。乾隆五十六年（1791年），乾隆皇帝授福康安為將軍，海蘭察、奎林為參贊大臣，率軍征討廓爾喀。
次年(1792年)，廓爾喀與清朝議和。海蘭察因征廓爾喀有功，晉升為一等超勇公，第四次圖像紫光閣，位次第六。

## 家庭
- 子安禄（？-1799），袭一等超勇公（载《钦定八旗通志：封爵》卷274），授头等侍衞，于廓尔喀从征，赐号哈锡巴圗鲁，嘉庆四年阵亡于四川，谥壮毅，赠三等轻车骑尉。

## 影視形象
- 乾隆王朝：董子武飾演
- 延禧攻略：王冠逸飾演

## 外部連結
- 清代鄂温克族“武壮”海兰察

1. ↑  清史稿/卷331